# Kanpur Nagar
Der Distrikt Kanpur Nagar (Hindi कानपुर नगर जिला, Urdu ضلع کانپور نگر) ist ein Distrikt im nordindischen Bundesstaat Uttar Pradesh. Verwaltungssitz ist die Stadt Kanpur.

## Geschichte
Zur älteren Geschichte siehe Kanpur Dehat#Geschichte.

Am 8. Juni 1976 wurde der Distrikt Kanpur in die beiden Distrikte Kanpur Nagar („Kanpur-Stadt“) und Kanpur Dehat („Kanpur-Land“) aufgeteilt. Am 12. Juli 1977 wurde die Aufteilung wieder rückgängig gemacht, jedoch am 23. April 1981 erneut durchgeführt.

## Bevölkerung
Die Einwohnerzahl lag bei der Volkszählung 2011 bei 4.581.268. Die Bevölkerungswachstumsrate im Zeitraum von 2001 bis 2011 betrug 9,92 %. Kanpur Nagar hatte ein Geschlechterverhältnis von 862 Frauen pro 1000 Männer und eine Alphabetisierungsrate von 79,65 %, eine Steigerung um fünf Prozentpunkte gegenüber dem Jahr 2001. Knapp 83 % der Bevölkerung waren Hindus und ca. 16 % Muslime. Sonstige religiöse Gruppen haben einen Anteil von ca. 1 % an der Gesamtbevölkerung.
Die Urbanisierungsrate des Distrikts beträgt ca. 65,8 %. Größte Agglomeration ist Kanpur mit 2,9 Millionen Einwohnern.